# Rheinstadion
Het Rheinstadion was een voetbalstadion in Düsseldorf dat in 1925 werd gebouwd en in 2002 gesloopt. Het was de thuisbasis van de voetbalclub Fortuna Düsseldorf en de American footballclub Rhein Fire. De capaciteit varieerde van 42.500 toeschouwers in 1925 tot 76.000 in 1974 en 54.000 in 2002. 
Er werden wedstrijden gespeeld voor het WK voetbal 1974 en EK voetbal 1988. In 1981 won Dinamo Tbilisi er de finale van de Europa Cup 2 van FC Carl Zeiss Jena met 2 - 1.
In 1991 moest Ajax, als gevolg van het Staafincident twee jaar eerder, de eerste drie thuiswedstrijden in het UEFA Cup-toernooi op minimaal 150 kilometer van Amsterdam spelen. Omdat meerdere opties in eigen land onmogelijk bleken besloot de club uit te wijken naar het Rheinstadion.
In 2002 werd het stadion gesloopt en vervangen door de LTU Arena.

## Interlands
| №  | Datum        | Wedstrijd                    | Uitslag | Competitie                      | Toeschouwers |
| -- | ------------ | ---------------------------- | ------- | ------------------------------- | ------------ |
| 1. | 15 juni 1974 | Zweden – Bulgarije           | 0 – 0   | WK 1974 Groepsfase 1e ronde (C) | 28.800       |
| 2. | 23 juni 1974 | Zweden – Uruguay             | 3 – 0   | WK 1974 Groepsfase 1e ronde (C) | 28.300       |
| 3. | 26 juni 1974 | Joegoslavië – West-Duitsland | 0 – 2   | WK 1974 Groepsfase 2e ronde (B) | 67.385       |
| 4. | 30 juni 1974 | West-Duitsland – Zweden      | 4 – 2   | WK 1974 Groepsfase 2e ronde (B) | 67.800       |
| 5. | 3 juli 1974  | Zweden – Joegoslavië         | 2 – 1   | WK 1974 Groepsfase 2e ronde (B) | 41.300       |
| 6. | 10 juni 1988 | West-Duitsland – Italië      | 1 – 1   | EK 1988 Groepsfase (A)          | 62.552       |
| 7. | 22 juni 1988 | Engeland – Nederland         | 1 – 3   | EK 1988 Groepsfase (B)          | 63.940       |

Westfalenstadion (Dortmund) · Rheinstadion (Düsseldorf) · Waldstadion (Frankfurt am Main) · Parkstadion (Gelsenkirchen) · Volksparkstadion (Hamburg) · Niedersachsenstadion (Hannover) · Olympiastadion (München) · Neckarstadion (Stuttgart) · Olympiastadion (West-Berlijn)